# Callirhoe alcaeoides
Callirhoe alcaeoides är en malvaväxtart som först beskrevs av André Michaux, och fick sitt nu gällande namn av Samuel Frederick Gray. Callirhoe alcaeoides ingår i släktet Callirhoe och familjen malvaväxter. Inga underarter finns listade i Catalogue of Life.